# 1774 en santé et médecine
| Années de la santé et de la médecine : 1771 - 1772 - 1773 - 1774 - 1775 - 1776 - 1777    |
| Décennies de la santé et de la médecine : 1740 - 1750 - 1760 - 1770 - 1780 - 1790 - 1800 |

Cet article présente les faits marquants de l'année 1774 en santé et médecine.

## Événements
- 4 février : Charles Marie de La Condamine meurt des suites d'une intervention pour une hernie[1].
- 10 mai : Louis XV meurt à Versailles de la variole[2].
- Louis XVI inaugure un bâtiment construit pour la Communauté des chirurgiens, rue des Cordeliers (aujourd'hui rue de l'École de médecine) par l'architecte Jacques Gondouin[3].

- Peste bovine dans le sud-ouest de la France[4],[5].

## Publications

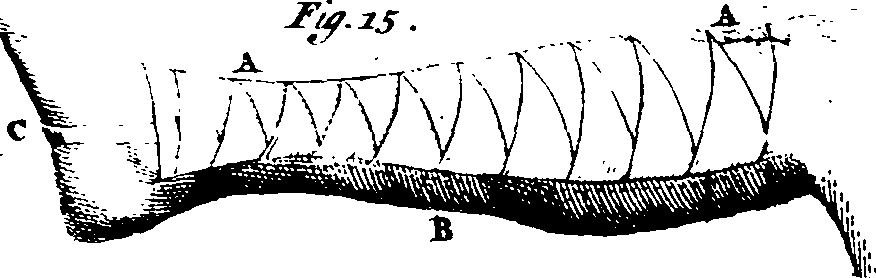
Illustration du Seaman's Medical Instructor.

- Nikolai Detlef Falck : The Seaman's Medical Instructor[6],[7].
- Sugita Genpaku : Kaitai shinsho (Nouveau livre d'anatomie), traduction en japonais d'un traité hollandais d'anatomie Ontleedkundige Tafelen de Johann Adam Kulmus, en 4 volumes (dont 1 d'illustrations)[8].
- Toussaint Bordenave : Mémoires sur le danger des caustiques pour la cure radicale des hernies[9].
- Théophile de Bordeu : Traité de médecine théorique et pratique[10].

## Naissances
- 1er janvier : André Marie Constant Duméril (mort en 1860), médecin, anatomiste et zoologiste français[11].
- 24 mars : Jean Loiseleur-Deslongchamps (mort en 1849), médecin et botaniste français[12].
- 24 avril : Jean Itard (mort en 1838), médecin français, célèbre par son travail sur le cas de l'enfant sauvage, Victor de l'Aveyron.
- 18 août : Gaspard Bayle (mort en 1816), médecin et pathologiste français.
- 2 novembre : Georges Serullas (mort en 1832), chimiste et pharmacien français.

## Décès

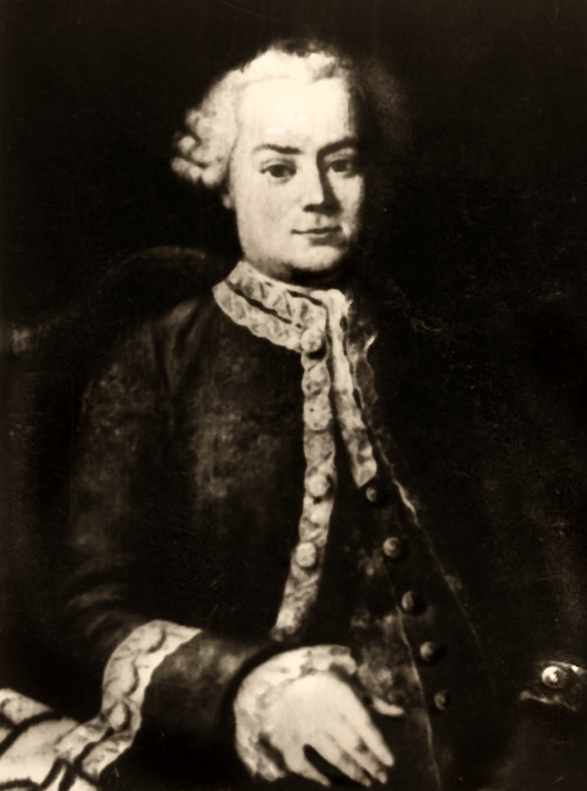
Samuel Gottlieb Gmelin

- 27 juillet : Samuel Gottlieb Gmelin (né en 1744), médecin, naturaliste et explorateur allemand au service de l'Empire russe[13].
- 16 décembre : François Quesnay (né en 1694), médecin et économiste français[14].